# Cora subfumata
Cora subfumata là loài chuồn chuồn trong họ Polythoridae. Loài này được Förster mô tả khoa học đầu tiên năm 1914.